# 卡爾文·克雷恩 (設計師)
卡爾文·理查德·克雷恩（英語：Calvin Richard Klein，1942年11月19日—）是一位美國時尚設計師，於1968年創立了卡爾文·克雷恩公司。除了服裝之外，他也將其姓名用於香水、手錶、珠寶等領域。
卡爾文·克雷恩是布朗克斯猶太移民區中的其中一位主要時裝設計師，其他兩位為羅勃·丹寧（Robert Denning）和拉爾夫·洛朗。第一次亮相在紐約時尚周後，克雷恩聲名大噪，日後被認定為第二伊夫·聖洛朗，以其簡樸的設計著名。

## 簡歷
卡爾文·克雷恩出生在美國紐約市布朗克斯的猶太和匈牙利移民區，念過藝術設計高中（High School of Art and Design），並獲得紐約州立時尚科技大學（Fashion Institute of Technology）的入學資格，但並沒有畢業，直到2003年獲頒榮譽博士學位。
卡爾文·克雷恩在1962年曾當過傳統西裝學徒，之後五年為其他商店設計衣服，最後才在1968年與童年好友創辦同名公司。该公司现有Calvin Klein Collection（高级男女时装）、ck Calvin Klein（副線男女成衣）、Calvin Klein（優閒男女成衣）、Calvin Klein Jeans（牛仔褲）、Calvin Klein Underwear（男女內衣、內褲）、Calvin Klein Home（寢具、家飾用品），Calvin Klein Golf（高爾夫男女服裝）、皮具、皮鞋、手表、首飾、太陽眼鏡及香水，是世界知名的服裝品牌之一，而Calvin Klein所欽點過的模特兒也幾乎無人不紅，像是布魯克·雪德斯、凱特·摩絲、娜塔莉亞·沃迪亞諾娃、好萊塢影星馬克·華柏格、劳拉·斯通等等。而擅長極簡主義風格的他也被人們稱為「紐約第七大道的王子」，英國著名的建築師約翰·包笙則是他最常合作的建築師。